# Svartvattnet (Nordmalings socken, Ångermanland)
Svartvattnet är en sjö i Nordmalings kommun i Ångermanland och ingår i Leduåns huvudavrinningsområde. Sjön har en area på 0,0455 kvadratkilometer och ligger 172,1 meter över havet. Vid provfiske har abborre och gädda fångats i sjön.

## Delavrinningsområde
Svartvattnet ingår i det delavrinningsområde (706722-167169) som SMHI kallar för Utloppet av Svartvattnet. Medelhöjden är 193 meter över havet och ytan är 0,77 kvadratkilometer. Det finns ett avrinningsområde uppströms, och räknas det in blir den ackumulerade arean 5,72 kvadratkilometer. Vattendraget som avvattnar avrinningsområdet har biflödesordning 2, vilket innebär att vattnet flödar genom totalt 2 vattendrag innan det når havet efter 18 kilometer. Avrinningsområdet består mestadels av skog (86 procent).